# Origen

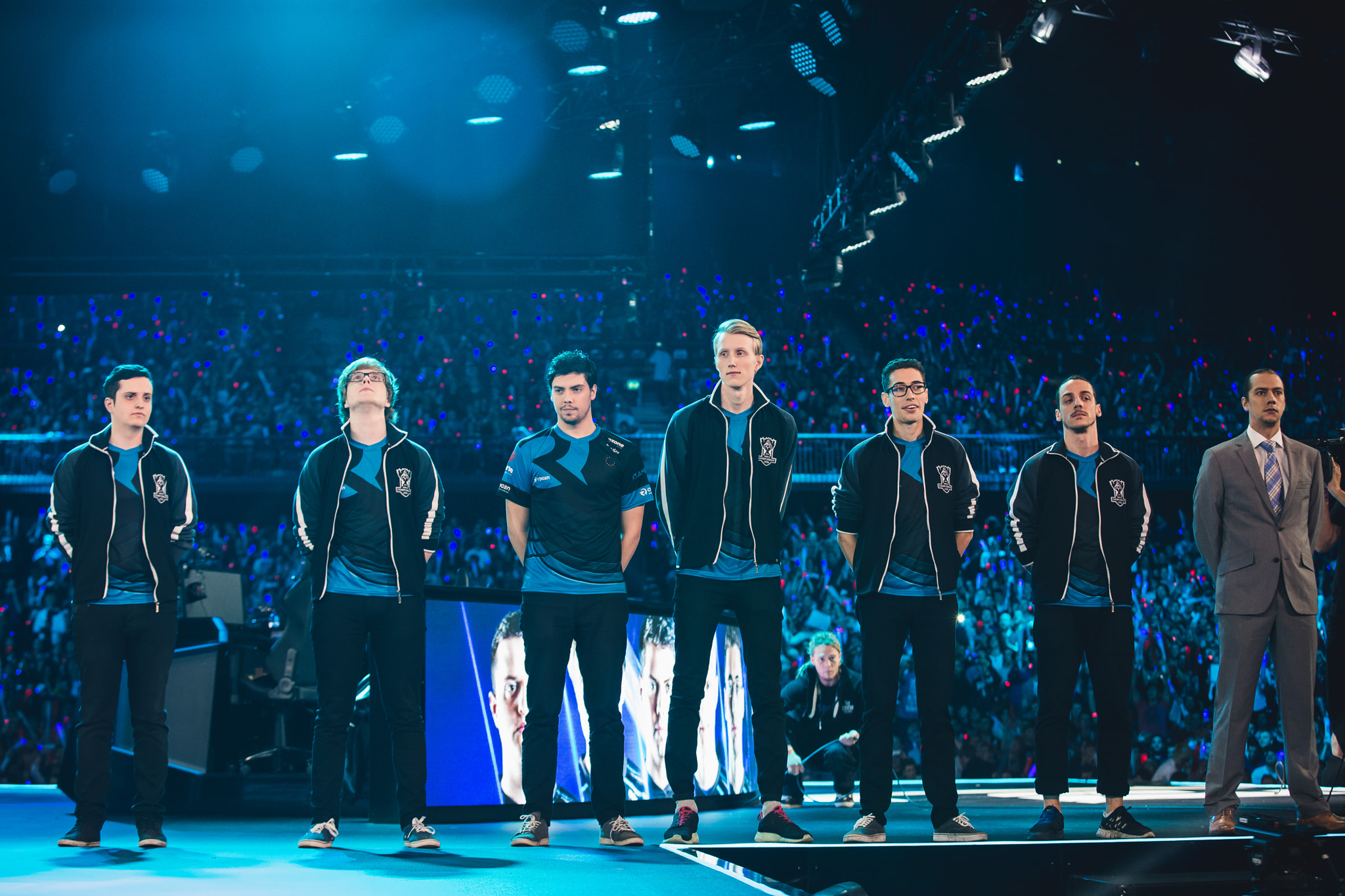
Team Origen im Halbfinale der League of Legends World Championship 2015

Origen ist eine E-Sport-Team in der Disziplin League of Legends, welche im Jahr 2014 von Enrique „xPeke“ Cedeño Martínez nach seinem Austritt aus Fnatic gegründet wurde. Größter Erfolg des Teams war das Erreichen des Halbfinals bei der League of Legends World Championship 2015. 
2018 wurde Origen von RFRSH Entertainment erworben. 2020 erfolgte die Auflösung von Origen durch Fusion mit Astralis.

## Geschichte
Nachdem Origen sich erfolgreich für die Challenger Series im Frühling 2015 qualifizierte, konnte das Team diese gewinnen und war somit für die League of Legends Championship Series im Sommer 2015 qualifiziert. In dieser Serie erreichte das Team den zweiten Platz hinter Fnatic. Da Origen aber zu wenig Punkte hatte um sich direkt für die WM zu qualifizieren, musste das Team im regionalen Qualifikationsturnier spielen. Dieses konnte mit zwei Siegen gegen Team Roccat und die Unicorns of Love gewonnen werden und die Qualifikation für die WM erfolgreich. Dort erreichte das Lineup das Halbfinale, bevor es deutlich gegen SK Telecom T1 mit 3:0 verlor. Kurz darauf gelang zum Abschluss der Saison der Turniersieg beim Intel Extreme Masters in San Jose durch einen Finalsieg über das nordamerikanische Team Counter Logic Gaming. 
Zum Spring Split der League of Legends Championship Series verstärkte Origen den Kader durch den Mid-Laner Tristan „PowerOfEvil“ Schrage. Dieser nahm zwar die erste Position auf der Mid-Lane ein, doch hielt sich das Team die Option frei Tristan „PowerOfEvil“ Schrage durch Enrique „xPeke“ Cedeño Martínez auszutauschen. Man konnte den Spring Split als Zweiter abschließen. Gerade durch die Wechselmöglichkeit der beiden Mid-Laner konnte Origen sich in den Playoffs durchsetzen, wurde dann aber im Finale von G2 Esports mit 3:1 geschlagen. Zum Summer Split der League of Legends Championship Series 2016 verließen Jesper „Zven“ Svenningsen und Alfonso Aguirre „Mithy“ Rodriguez das Team in Richtung G2 Esports. Gründe waren die schlechte Teammoral und das eigene Versagen im Umgang mit Niederlagen. Die beiden Spieler werden zum Summer Split 2016 durch Konstantinos „FORG1VEN“ Tzortziou von H2k-Gaming und Glenn „Hybrid“ Doornenbal von G2 Esports ersetzt.
Nach dem erfolgreichen Spring Split 2016 folgte ein enttäuschender Summer Split 2016, welcher lediglich auf Platz 9 beendet werden konnte. Durch den frühen Austausch in Woche 2 des ADC von Konstantinos „FORG1VEN“ Tzortziou zu Enrique „xPeke“ Cedeño Martínez, spielte das Team meist schwach besetzt auf dieser Position. Durch das Belegen des 9. Platzes musste Origen an der Relegation teilnehmen. Dort wurde der League of Legends Championship Series Platz erfolgreich gegen Misfits Gaming mit 3:2 verteidigt. Glenn „Hybrid“ Doornenbal teilte 3 Wochen später mit, dass er zum Spring Split 2017 nicht mehr bei Origen spielen wird.
Origen stieg nach dem Ende des Spring Split 2017 aus der LCS ab. Dafür gelang der Turniersieg beim European Masters Spring 2018. In Zusammenarbeit mit Astralis konnte sich Origen erfolgreich für einen Platz im LEC (ehem. LCS) Spring Split 2019 bewerben und beendete ihn auf Platz 2, wo das Team G2 Esports unterlag.

## Spieler
| Origen bei der WM (Herbst 2015) - Paul „sOAZ“ Boyer (Top) - Maurice „Amazing“ Stückenschneider (Jungle) - Enrique „xPeke“ Cedeño Martínez (Mid) - Jesper „Niels“ Svenningsen (ADC) - Alfonso „Mithy“ Aguirre Rodriguez (Support) | Origen beim European Masters (Frühling 2018) - Ki „Expect“ Dae-han (Top) - Choi „inSec“ In-seok (Jungle) - Henrik „Froggen“ Hansen (Mid) - Konstantinos „FORG1VEN“ Tzortziou (ADC) - Jesse „Jesiz“ Le (Support) | Origen vor der Auflösung (Herbst 2020) - Barney „Alphari“ Morris (Top) - Andrei „Xerxe“ Dragomir (Jungle) - Erlend „Nukeduck“ Våtevik Holm (Mid) - Elias „Upset“ Lipp (ADC) - Jakub „Jactroll“ Skurzyński (Support) |  |

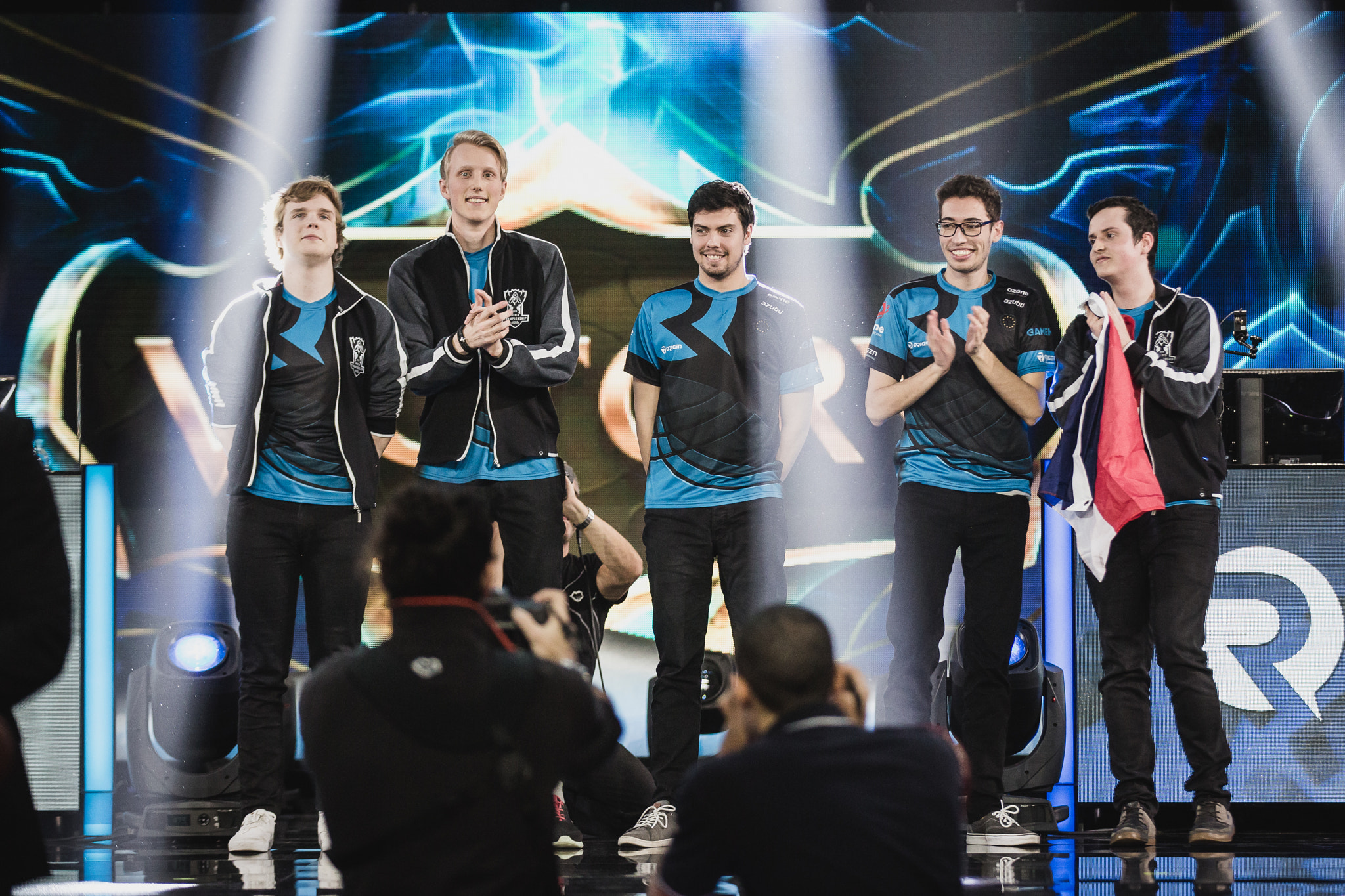
Team Origen bei der WM (2015)
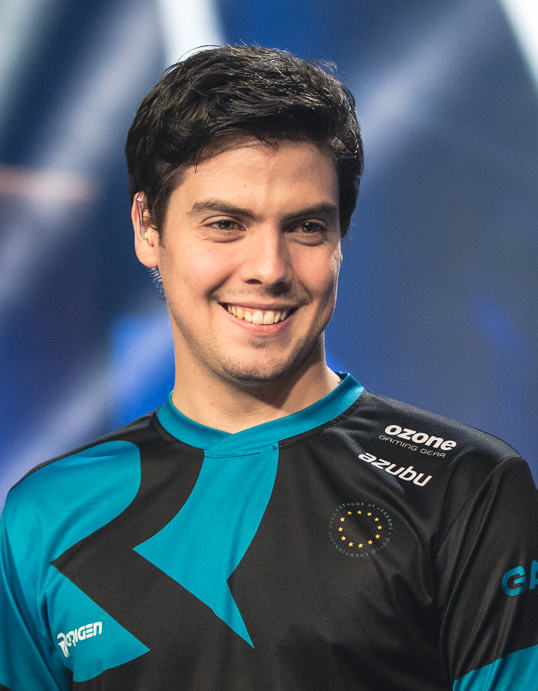
xPeke (2015)
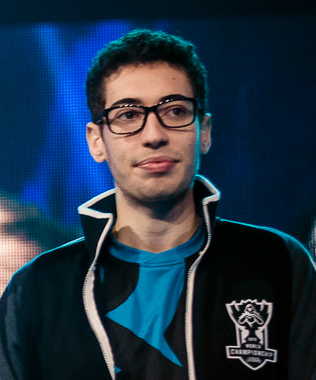
Mithy (2015)
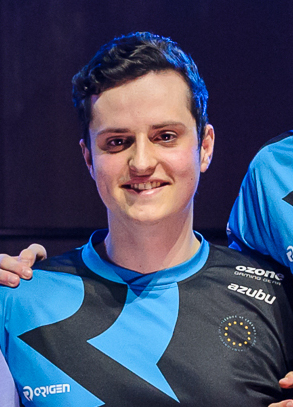
sOAZ (2015)
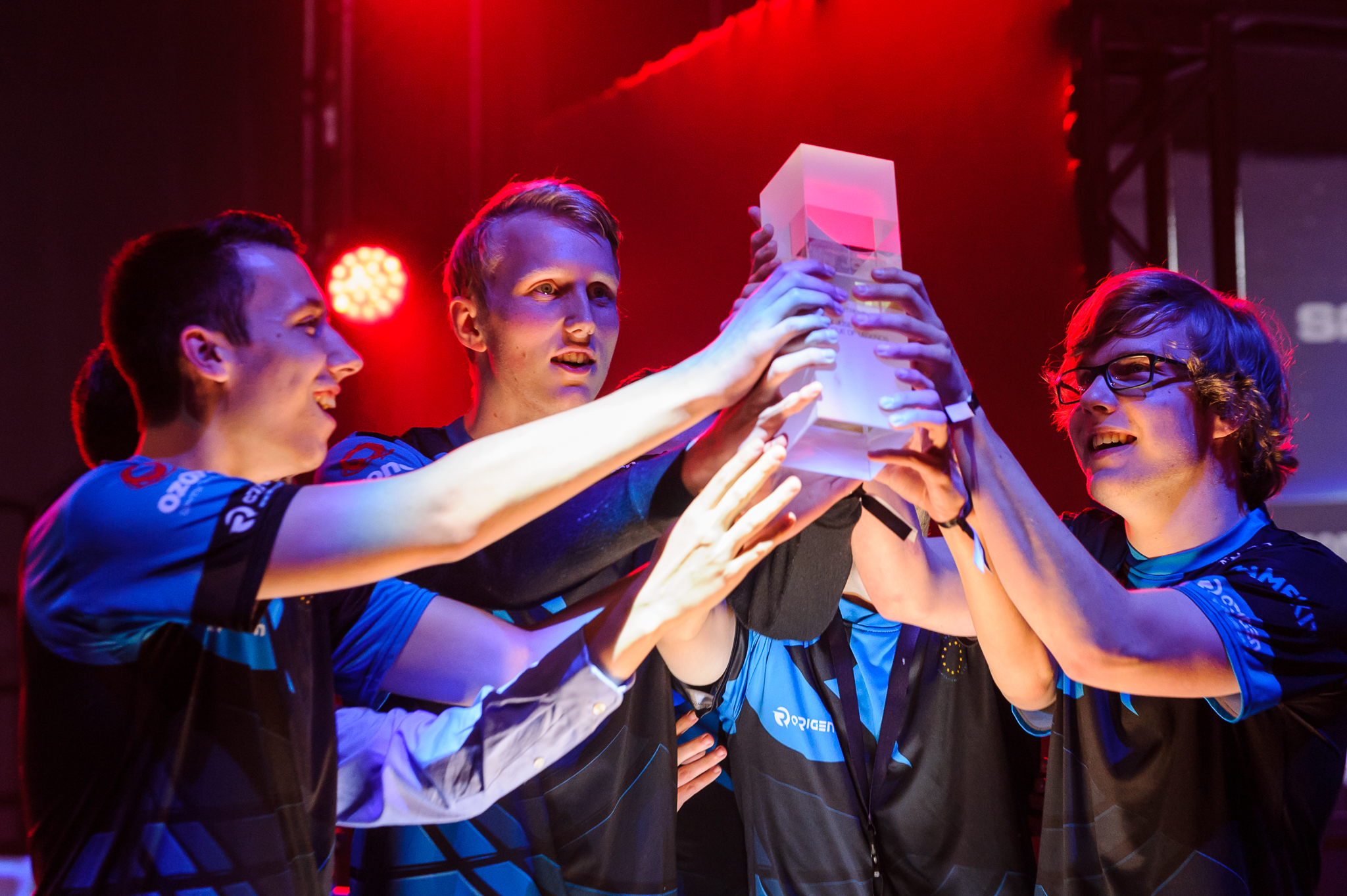
Team Origen gewinnt das IEM San Jose (2015)
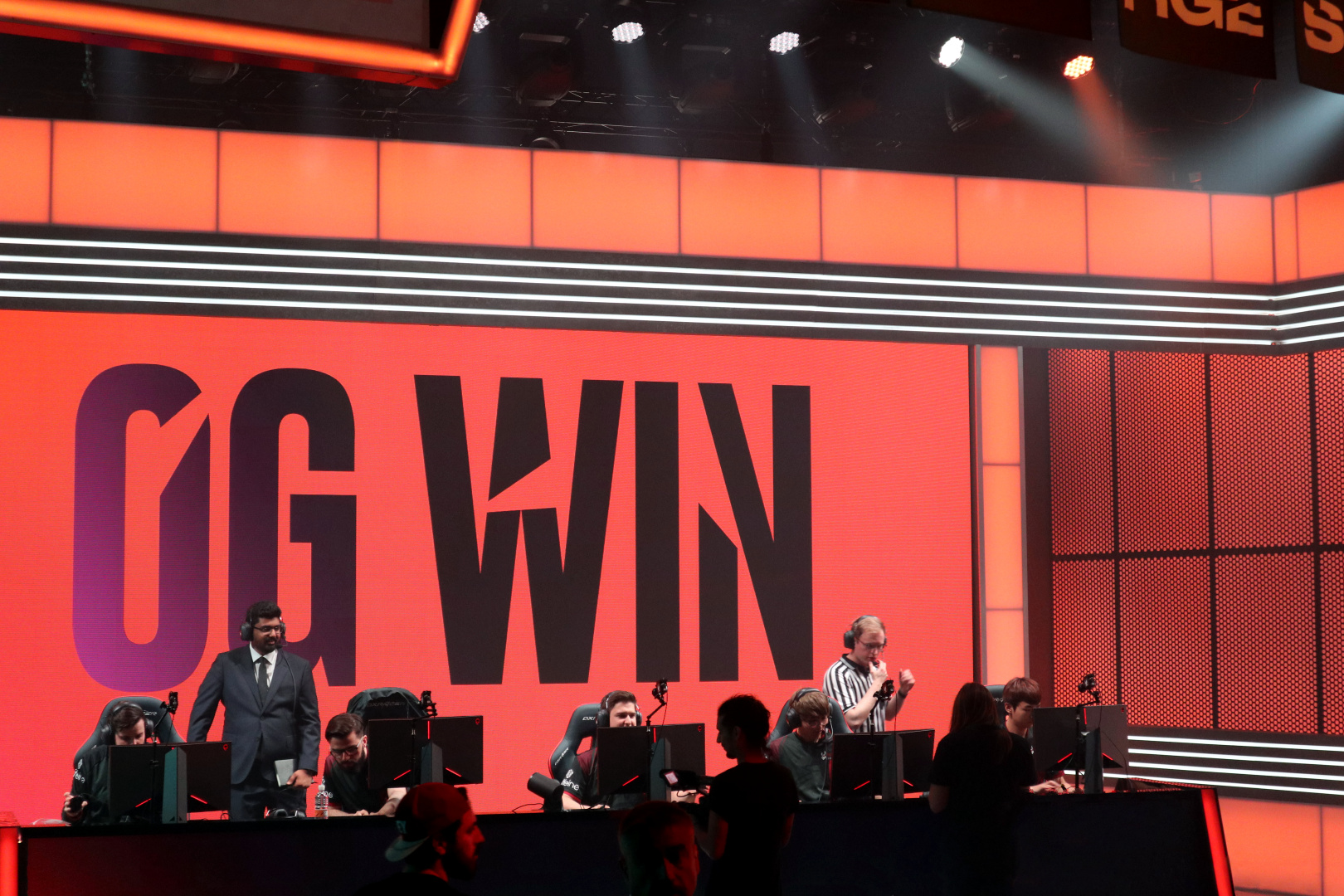
Team Origen nach einer gewonnenen Partie in der LEC (2019)